# Fattigdomsgrænse
Fattigdomsgrænsen angiver den minimumsindkomst, som det er nødvendigt at tjene for at opnå en tilstrækkelig levestandard i et givet land. Det er altså den indkomst, der skal til for at undgå at leve i fattigdom. Der skelnes ofte mellem begreberne absolut fattigdom og relativ fattigdom. 
Absolut fattigdom, også kaldet ekstrem fattigdom, defineres som en indkomst, der er så lav, at selv de mest basale menneskelige eksistensbehov ikke kan dækkes. Det vil sige, at helt grundlæggende behov for husly og tøj, rent drikkevand og føde ikke kan opfyldes. Absolutte fattigdomsgrænser benyttes typisk i lavindkomstlande, hvor opfyldelse af disse behov ikke er en selvfølge.
Relativ fattigdom er et begreb, der ændrer sig alt efter, hvor i verden man befinder sig. Relativ fattigdom refererer både til forskellen i velstand mellem ilande og ulande og til forskelle mellem samfundsgrupper inden for de enkelte lande. Som regel måles relativ fattigdom som den procentdel af befolkningen, der har en mindre indkomst end en fastsat procentdel (f.eks. 50 %) af medianindkomsten, dvs. den indkomst, hvor halvdelen af befolkningen har en højere indkomst og halvdelen en lavere indkomst. Der eksisterer dog også andre mål for indkomstulighed, f.eks. Gini-koefficienten, Theil-indekset og P90/P10-kvoten.
Verdensbanken offentliggør regelmæssigt en beregning af ekstrem fattigdom i verdens lande, der bygger på en absolut grænse. De fleste andre internationale opgørelser måler relativ fattigdom. Det gælder således opgørelserne fra OECD og fra EU. De opgørelser, der anvendes i Danmark, er også typisk opgørelser af relativ fattigdom. Det gælder også den officielle danske fattigdomsgrænse, der eksisterede i 2013-15, og hvis indretning byggede på anbefalingerne fra et ekspertudvalg om emnet. Ifølge ekspertudvalgets rapport var fattigdom et relativt begreb, fordi det blandt andet er et spørgsmål om, hvem der har langvarige og væsentlige begrænsninger i mulighederne for at kunne deltage i samfundslivet. Og vilkårene for det ændrer sig i takt med velstandsudviklingen i et samfund. 
Fra 2018 offentliggør Danmarks Statistik nogle fattigdomsindikatorer i forbindelse med FN's verdensmål, som ofte bruges som benchmark for antallet af fattige i Danmark.

## Internationale fattigdomsgrænser

### Sammenligning af fattigdom på tværs af grænser
I internationale undersøgelser af fattigdom i forskellige lande benyttes ofte medianindkomstmetoden. Sammenligninger af omfanget af fattigdom mellem lande kan dog være vanskeligt, selvom det grundlæggende er den samme målemetode, som benyttes. Desuden tager medianindkomstmetoden i sig selv ikke højde for institutionelle forskelle mellem lande. Der kan være forskel på den måde, civilsamfundet tager sig af de svage eller syge, og på adgangen til offentlige velfærdstjenester indenfor sundhed, uddannelse og pleje af ældre. 

### Verdensbankens grænse for ekstrem fattigdom
For at kunne operere med et entydigt fattigdomsbegreb definerede Verdensbanken i 1990 en grænse for ekstrem fattigdom på 1 US dollar pr. dag. Størrelsen var baseret på nationale fattigdomsgrænser for nogle af verdens fattigste lande. I 2005 foretog Verdensbanken en ny undersøgelse, hvor de tog gennemsnittet af fattigdomsgrænserne fra 15 af verdens fattigste lande og fandt, at det svarede til $1,25 pr. person pr. dag i 2005-priser. I 2015 blev grænsen igen revideret, nu til $1,90 pr. person pr. dag i 2011-priser, som er Verdensbankens nuværende grænse for ekstrem fattigdom. I 2012 havde godt 900 millioner verden over en indkomst under denne grænse, dvs. de levede i ekstrem fattigdom.
Verdensbankens grænse er universel og kan i princippet bruges på alle personer i alle lande. Et potentielt problem kunne være, at antallet af fattige med en dollargrænse vil variere med valutakurserne. For at undgå dette problem foretager Verdensbanken en købekraftskorrektion, når den sammenligner forskellige lande. Man bør derfor forstå "1,9 dollar om dagen" som "den varemængde, man kan købe i USA for 1,9 dollar". Når Verdensbanken – og lokale statistikkontorer – måler det, foregår det ved hjælp af spørgeskemaundersøgelser, hvor folk skal angive deres forbrug, som så omregnes til penge. På den måde tæller madvarer, man selv fremstiller og spiser, med. 

### FN's multidimensionale fattigdomsgrænse
Fattigdom handler ikke kun om, hvor mange penge man har til rådighed, men også om adgang til sundhedsydelser, uddannelse, sociale ydelser, basal infrastruktur og sårbarhed i forhold til økonomiske kriser og social udstødelse. Fordi økonomiske mål ikke alene kan afdække den enkelte persons reelle forbrugsmuligheder har FN's udviklingsprogram UNDP udarbejdet et multidimensionelt fattigdomsindeks. Det bruger ikke indkomst som mål for fattigdom, men ser på, i hvilket omfang befolkningen i verdens lande har adgang til 10 centrale indikatorer indenfor sundhed, uddannelse og generel levestandard: Ernæring, børnedødelighed, adgang til og antal års skolegang, adgang til madlavning, sanitet, drikkevand og elektricitet, boligforhold og adgang til finansielle institutioner (f.eks. i form af mulighed for at have en bankkonto). En person, der har alvorlige mangler mht. mindst en tredjedel af disse forhold, falder i kategorien multidimensionelt fattige. Ifølge denne definition opgjorde UNDP, at der i 2018 levede ca. 1,3 mia. mennesker i fattigdom - halvdelen af dem under 18 år.

### OECD's fattigdomsgrænse
Den vestlige økonomiske samarbejdsorganisation OECD opererer med en fattigdomsgrænse (poverty rate) på 50 % af medianindkomsten. Dette er dermed en relativ grænse, da grænsen ændrer sig i takt med, at indkomsterne i landet gør det. Organisationen beregner derudover også et "fattigdomsgab" (poverty gap), der udtrykker, hvor stor afstand der er fra de fattiges gennemsnitlige indkomst op til fattigdomsgrænsen. Dette mål udtrykker altså, hvor fattige de fattige er.

### EU's fattigdomsgrænse
I EU-sammenhæng anses man officielt for at være i risiko for fattigdom og social eksklusion, hvis man har en disponibel indkomst på mindre end 60 procent af det pågældende medlemslands medianindkomst.
I 2016 befandt 17,3 % af befolkningen i EU sig under denne grænse. Størst var andelen i Rumænien (25,3 %), Bulgarien (22,9 %), Spanien (22.3 %) og Litauen (21,9 %). De laveste befolkningsandele var i Tjekkiet (9,7 %), Finland (11,6 %) og Danmark (11,9 %).

## Fattigdomsgrænse i Danmark

### Baggrund
Indtil 2013 havde Danmark ikke nogen officiel fattigdomsgrænse. De økonomiske vismænd havde imidlertid i 2006 lavet en undersøgelse af fattigdom i Danmark, hvor de anvendte en fattigdomsgrænse på 50 % af medianindkomsten. Med den definition kom de frem til, at der var 165.000 fattige danskere i 2004, hvilket svarede til 4,4 % af de medtagne personer. Også andre institutioner har i tidens løb udarbejdet egne fattigdomsopgørelser. F.eks. opererede Arbejderbevægelsens Erhvervsråd tidligere med en definition, hvor en indkomst under 50 procent af landets medianindkomst i ét år afgrænser, hvornår en person er fattig. Efter denne opgørelsesmetode var der i 2010 242.000 fattige danskere, når studerende ikke medregnedes.
Et flertal af vælgerne efterlyste i 2010 ifølge en meningsmåling indførelsen af en officiel fattigdomsgrænse, og i oktober 2010 fremlagde en række organisationer, nemlig Rådet for Socialt Udsatte, Red Barnet, Arbejderbevægelsens Erhvervsråd, Frelsens Hær, Dansk Socialrådgiverforening, LO og Center for Alternativ Samfundsanalyse (CASA),  et forslag  til at indføre en egentlig dansk fattigdomsgrænse.

### Regeringens ekspertudvalg og rapport
I maj måned 2012 nedsatte social- og integrationsminister Karen Hækkerup (S) et ekspertudvalg om fattigdom, der fik til opgave at ”belyse forskellige metoder til at opgøre fattigdom og udarbejde en række forslag til en mulig dansk fattigdomsgrænse". Ekspertudvalget havde følgende sammensætning:
- Torben M. Andersen, professor i økonomi på Aarhus Universitet og tidligere overvismand (formand)
- Lars Andersen, direktør i Arbejderbevægelsens Erhvervsråd
- Tone Fløtten, institutchef i Fafo Institutt for arbeidslivs- og velferdsforskning, Norge
- Lisbeth Pedersen, afdelingsleder for Beskæftigelse og Integration i SFI
- Niels Ploug, afdelingsdirektør for personstatistik i Danmarks Statistik
- Jann Sjursen, formand for Rådet for Socialt Udsatte

Den 7. juni 2013 offentliggjorde udvalget rapporten ’En dansk fattigdomsgrænse – analyser og forslag til opgørelsesmetoder’ på 300 sider, der redegjorde for både de principielle aspekter som sammenhænge og forskelle mellem ligheds- og fattigdomsdiskussioner, og hvordan man kunne operationalisere principperne. Det drejede sig bl.a. om praktiske problemstillinger som ækvivalering og naturalieindkomster. Rapporten indeholdt ligeledes en del empiriske data om de faktiske danske forhold på området og sammenligninger med udlandet.
Udvalget beskæftigede sig indgående med, hvad der er en hensigtsmæssig definition af fattigdom. Det konkluderede, at spørgsmålet om fattigdom "handler om muligheder og levevilkår i forhold til, hvad der er normen eller det almene i samfundet. Fattigdom afspejler selvsagt ulighed i samfundet, men adskiller sig fra den generelle fordelingsdiskussion. Fattigdom er et spørgsmål om, hvem der har langvarige og væsentlige begrænsninger i mulighederne for at kunne deltage i samfundslivet".

### Indførelse af officiel grænse i 2013
Samme dag, som ekspertgruppen offentliggjorde sit arbejde og sine anbefalinger, indførte social- og integrationsminister Karen Hækkerup på regeringens vegne en dansk fattigdomsgrænse, der fulgte ekspertudvalgets anbefalinger.
Fattigdom blev her defineret som en situation, hvor en person eller en familie ufrivilligt har væsentligt dårligere livsvilkår sammenlignet med den øvrige befolkning, og hvor denne situation
- skyldes mangel på resurser, herunder særligt økonomiske
- er vedvarende, og hvor personen eller familien ikke har eller kun i begrænset omfang har mulighed for ved egen drift at ændre situationen.

Definitionen har fokus på økonomiske resurser, men tillægger også andre forhold betydning. Definitionen er samtidig relativ, da den enkeltes resurser og muligheder for at ændre sin livssituation skal ses i forhold til, hvad den øvrige befolkning har adgang til og kan. Studerende regnes ikke som fattige, da situationen med lav indkomst i studieårene er selvvalgt og modsvares af bedre chancer for job og indkomst senere i livet.
Definitionen af fattigdom blev operationaliseret således, at gruppen af økonomisk fattige skulle udgøres af personer, der opfylder følgende:
- En disponibel indkomst, der i 3 på hinanden følgende år er under den kritiske indkomstgrænse på 50 procent af medianindkomsten.
- Familiens formue er under 100.000 kr. pr. voksen (2010-niveau).
- Personen er ikke studerende eller deler husstand med studerende over 17 år.[15]

Den disponible indkomst udregnes som indkomst efter skat (inkl. overførselsindkomster) og ækvivaleres for at tage højde for delte udgifter i familien.
Grænsen for økonomisk fattigdom skulle suppleres med undersøgelser af sociale indikatorer, der påvirker en persons risiko for fattigdom og social eksklusion som f.eks. tilknytning til arbejdsmarkedet, uddannelsesniveau eller social arv.
Med den anvendte grænse var der i 2010 42.200 økonomisk fattige danskere, hvoraf 10.700 var børn og 3.500 personer over 65 år.

### Afskaffelse i 2015 og situationen bagefter
Der er ikke enighed mellem de politiske partier, om Danmark skal have en officiel fattigdomsgrænse eller ej. Flere af de daværende oppositionspartier kritiserede indførelsen af fattigdomsgrænsen i 2013. Efter regeringsskiftet i juni 2015 afskaffede den nye socialminister Karen Ellemann (V) i september samme år den officielle fattigdomsgrænse, der dermed kun var i kraft i to år. Den definition, som ekspertudvalget i 2013 havde anbefalet, og som den officielle grænse fulgte i de to år, den eksisterede, er dog efterfølgende fortsat blevet anvendt af flere danske institutioner, der har ønsket at måle udviklingen i fattigdommen i Danmark. Det gælder således de økonomiske vismænd, der traditionelt hvert femte år belyser udviklingen i befolkningens indkomster. I efteråret 2016 fandt de, at udviklingen af voksne fattige havde været stigende siden midten af 2000-tallet. Antallet af fattige børn indgik ikke i denne undersøgelse. Mens antallet af fattige voksne lå nogenlunde stabilt omkring 19.000 i årene 1999-2005, var tallet siden da steget hvert år, så der i 2014 var 39.400 fattige voksne, svarende til knap 1 pct. af den voksne befolkning.
I december 2018 meldte det største oppositionsparti Socialdemokratiet ud, at man ønskede at genindføre en officiel fattigdomsgrænse, hvis partiet kom til magten ved det kommende valg.

### Danmarks Statistiks fattigdomsindikatorer fra 2018
I forbindelse med opgørelsen af Danmarks indsats i forhold til FN's 17 verdensmål udarbejdede Danmarks Statistik på opfordring fra Finansministeriet i 2018 tre nye mål for fattigdom, som institutionen fremover vil opdatere og offentliggøre. De nye beregninger blev i mange medier udlagt som en ny officiel fattigdomsgrænse. Danmarks Statistik afviste dog, at de nye indikatorer udgjorde nogen egentlig officiel fattigdomsgrænse.
Indikatorernes formål er at måle udviklingen vedrørende verdensmål nr. 1, der hedder "Afskaf fattigdom", og herunder delmål 1.2, der hedder "Halver generel fattigdom". Da der ikke eksisterer nogen enkelt definition af fattigdom, og derfor heller ingen objektivt korrekt indikator for fattigdom, har Danmarks Statistik valgt at præsentere tre indikatorer, som beskriver emnet fra tre forskellige vinkler: Dels indkomstniveauet (dvs. lav indkomst), dels forbrugsmulighederne (dvs. relativ fattigdom), og dels personers selvoplevede indtryk (økonomisk sårbarhed). Indikatoren for relativ fattigdom minder meget om den tidligere officielle danske fattigdomsgrænse, men er ikke identisk med den. Den tager udgangspunkt i gruppen af personer med lav indkomst (dvs. den første indikator), der defineres som personer, der har en indkomst på under 50 % af medianindkomsten. Derudover fratrækkes studerende samt personer, der har en formue (eksklusive pensionsopsparing), der er mindre end 50 % af medianindkomsten. Børn, der er flyttet hjemmefra i løbet af det pågældende år, medtages heller ikke. Den væsentligste forskel til den tidligere officielle fattigdomsgrænse er, at man tæller personer med, der i blot ét år har tilhørt denne gruppe - ikke tre år. Derfor er antallet af relativt fattige danskere baseret på denne indikator noget større end ifølge den tidligere officielle danske fattigdomsgrænse. 
Baseret på Danmarks Statistiks nye indikator levede 227.000 danskere i relativ fattigdom i 2016. Det var en stigning i forhold til 2015 og skyldtes især indførelsen af den særlig lave integrationsydelse til indvandrere, der har opholdt sig i Danmark i mindre end syv ud af de seneste otte år. Kontanthjælpsmodtagere inklusive modtagerne af integrationsydelsen udgjorde i 2016 38,2 procent af Danmarks relativt fattige. Samtidig var 36,1 procent af alle de borgere, der modtog kontanthjælpslignende ydelser i 2016, relativt fattige.
Arbejderbevægelsens Erhvervsråd har siden offentliggørelsen af disse indikatorer anvendt Danmarks Statistiks indikator for relativ fattigdom som sin egen fattigdomsgrænse. Baseret herpå beregnede organisationen, at der i 2017 var 64.500 børn under fattigdomsgrænsen - en stigning på 12.000 fra 2016 til 2017 og en stigning på 21.000 børn siden 2015. I nogle kommuner, bl.a Lolland, Langeland og Brøndby, levede godt hvert 10. barn under denne grænse.